# Rue Saint-Florentin
Rue Saint-Florentin je ulice v Paříži. Nachází se na hranici 1. obvodu (strana se sudými čísly domů) a 8. obvodu (strana s lichými čísly domů). Jméno ulici dal francouzský politik Louis Phélypeaux, hrabě de Saint-Florentin (1705-1777), který si v ulici postavil svůj palác (Hôtel de Saint-Florentin)

## Poloha
Ulice vede od křižovatky s Place de la Concorde a Rue de Rivoli a končí u Rue Saint-Honoré, odkud dále pokračuje Rue du Chevalier-de-Saint-George. Ulice je orientována z jihu na sever.

## Historie
Ulice byla původně průchodem zvaným cul-de-sac de l'Orangerie. V roce 1730 získal pozemky na jedné straně (dnes domy s lichými čísly) král Ludvík XV. a protější pozemky bankéř Samuel Bernard.
V roce 1758, když vzniklo náměstí Place de la Concorde, se průchod začal nazývat Rue de l'Orangerie či Petite rue des Tuileries.

## Významné stavby
- dům č. 2: Hôtel de Saint-Florentin
- dům č. 4: v domě bydlel spisovatel Pierre-Barthélemy Gheusi (1865-1943)
- domy č. 6-8: sousedící domy si vystavěli pro svou potřebu francouzští architekti Jacques-Guillaume Legrand a Jacques Molinos v roce 1789.
- dům č. 7: Hôtel Le Maître
- dům č. 9: Hôtel de Ségur, který nechal postavit v roce 1768 Louis Le Tellier. Za prvního císařství zde bydlel generál Philippe-Paul de Ségur (1780-1873). Za červencové monarchie zde bydlel generál Marie Étienne François Henri Baudrand (1774-1848). Politik Joseph Poniatowski (1816-1873) zde bydlel za druhého císařství. Pianistka Misia Sert a novinář Thadée Natanson se sem nastěhovali po své svatbě v roce 1893 a bydleli zde až do rozvodu v roce 1905. V roce 1910 palác zakoupil markýz de Las Cases.
- dům č. 11: Hôtel de Chiverny, postavený roku 1702. V roce 1767 jej nechal přestavět Jean-Baptiste Bersin. Přešel poté na jeho dceru Claude Angélique Bersin, provdanou roku 1747 za generála Anne Emmanuela de Crussol d'Ambroise (1726-1794). Markýz Charles de La Valette (1806-1881), ministr zahraničních věcí za druhého císařství zde bydlel až do své smrti.
- dům č. 13: bydlel zde spisovatel Gaston Jollivet (1842-1927) a dramatik Victor de Cottens (1862-1956)